# セルゲイ・ガロヤン
セルゲイ・ガロヤン（ロシア語: Сергей Галоян、1981年12月25日生まれ）は、ASCAP/PRS賞を受賞したモスクワ出身の作曲家、プロデューサー、DJである。英語名ではセルジオ・ガロヤン（英語: Sergio Galoyan）と名乗っており、アルメニア系の血を引いている。

## 概要
t.A.T.u.の作曲家の一人であり、彼らの最初の4枚のシングル「オール・ザ・シングス・シー・セッド」、「ノット・ゴナ・ゲット・アス」、「30ミニッツ」、「ショー・ミー・ラヴ」の作曲とプロデュースを担当したまた、1stアルバム『t.A.T.u.』、2ndアルバム『デンジャラス・アンド・ムーヴィング』、3rdアルバム『ウェイスト・マネジメント』の多くの楽曲を作曲、プロデュースしている。
ガロヤンは、キース・フリント（プロディジー）、マリリン・マンソン、ジェニファー・ロペス、バレリャー、クレア、ホールジー、（アルバム『19』で）アルスーとも仕事をしている。
t.A.T.u.の2ndアルバム『デンジャラス・アンド・ムーヴィング』に携わった後、t.A.T.u.のPRマネージャーであるサーシャ・ティチャンカと結婚したが、すぐに離婚した。
ガロヤンは現在、Sergio Galoyan名義のソロDJプロジェクトに集中しており、世界中の様々なボーカリストや作家を起用している。